# Andrena ochropa
Andrena ochropa là một loài Hymenoptera trong họ Andrenidae. Loài này được Warncke mô tả khoa học năm 1974.